# Membres de l'Ordre national du Québec, par ordre alphabétique K
 (novembre 2018).
L'article contient une liste des membres de l'Ordre national du Québec. En 2011, il y a 810 personnes en tout qui font partie de cet ordre.
| \| Listes des membres de l'Ordre national du Québec \|            |
| A B C D E F G H I J K L M N O P Q R S T U V W X Y Z Non canadiens |
| Listes des membres de l'Ordre national du Québec                  |

| Nom                | Grade          | Année | Occupation                                                                           |
| Aida Kamar         | Chevalière     | 2008  | fondatrice de la Télévision libanaise du Québec                                      |
| George Karpati     | Chevalier      | 2005  | neurologue                                                                           |
| Naïm Kattan        | Chevalier      | 1990  | écrivain québécois                                                                   |
| Maryvonne Kendergi | Chevalière     | 1985  | professeure, musicographe, pianiste et commentatrice                                 |
| Larkin Kerwin      | Officier       | 1988  | ingénieur                                                                            |
| Claire Kirkland    | Chevalière     | 1985  | femme politique                                                                      |
| Raymond Klibansky  | Grand officier | 1999  | philosophe et historien de la culture                                                |
| Joseph Kruger      | Chevalier      | 1994  | homme d'affaires                                                                     |
| Otto Kuchel        | Chevalier      | 1999  | chercheur en médecine                                                                |
| Sheila Kussner     | Officière      | 1999  | fondatrice de Hope and Cope un organisme qui offre aux personnes souffrant du cancer |